# 444
| 444                |
| ------------------ |
| Dødsfald - Fødsler |
|                    |

| Gregoriansk kalender | 444 CDXLIV              |
| Ab urbe condita      | 1197                    |
| Armensk kalender     | I/T                     |
| Kinesiske kalender   | 3140 – 3141 癸未 – 甲申 |
| Etiopisk kalender    | 436 – 437               |
| Jødisk kalender      | 4204 – 4205             |
| Hindukalendere       |                         |
| - Vikram Samvat      | 499 – 500               |
| - Shaka Samvat       | 366 – 367               |
| - Kali Yuga          | 3545 – 3546             |
| Iransk kalender      | 178 BP – 177 BP         |
| Islamisk kalender    | 184 BH – 183 BH         |

Se også 444 (tal)

## Dødsfald
- Kyrillos af Alexandria, patriark (født 376)